# Lee Addy
Lee Addy (Accra, 1990. július 7. –) ghánai válogatott labdarúgó, aki az FK Čukarički játékosa.

## Sikerei, díjai
- Red Star
  - Szerb kupa: 2011-12
- Dinamo Zagreb 
  - Horvát bajnok: 2012-13
  - Horvát szuperkupa: 2013